# Nefelien

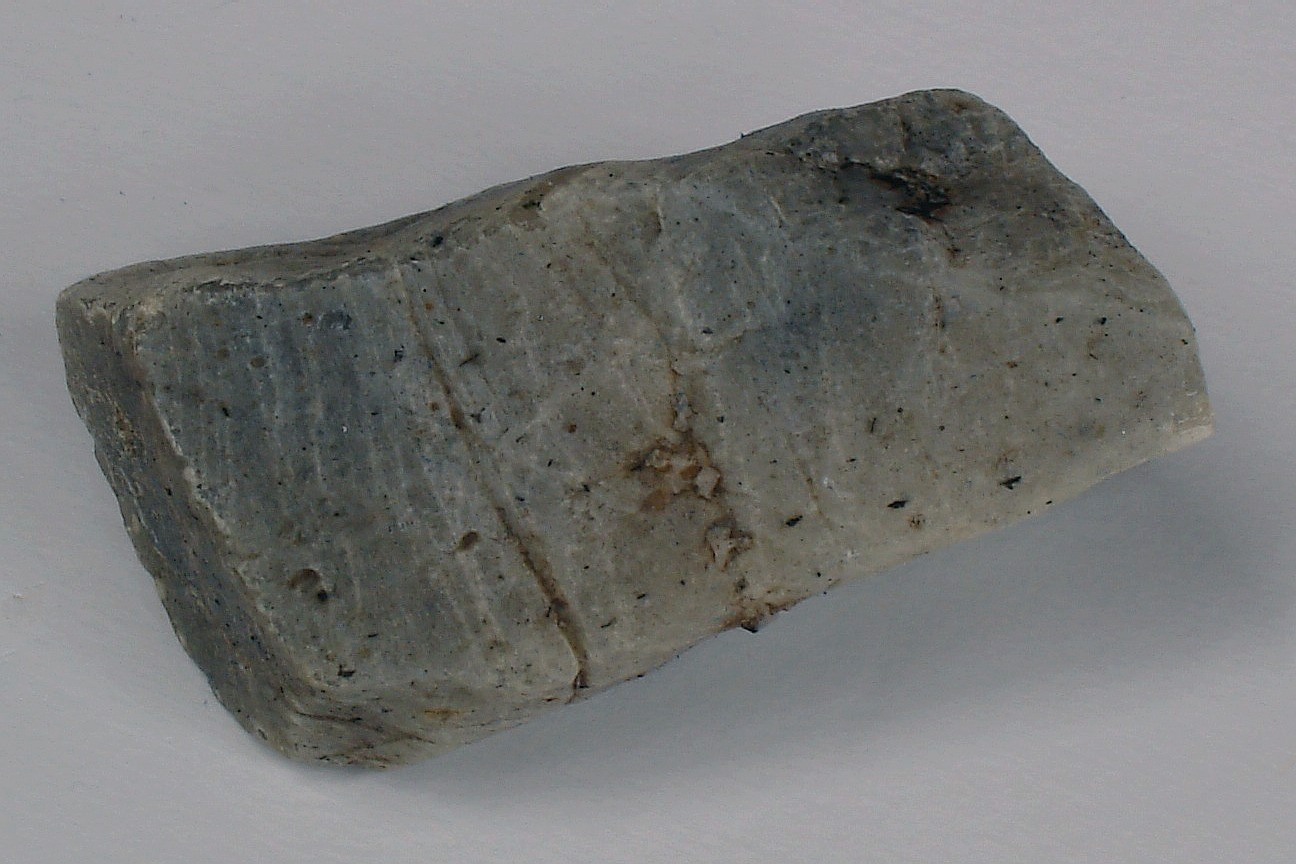
Nefelien

Het mineraal nefelien is een natrium-kalium-aluminium-silicaat met de chemische formule (Na,K)AlSiO4. Het tectosilicaat behoort tot de veldspaatvervangers.

## Eigenschappen
Het witte, grijze of bruine nefelien heeft een glas- tot vetglans, een witte streepkleur en de splijting is slecht volgens het kristalvlak [1010]. De gemiddelde dichtheid is 2,59 en de hardheid is 6. Het kristalstelsel is hexagonaal en de radioactiviteit van het mineraal is nauwelijks meetbaar. De gamma ray waarde volgens het American Petroleum Institute is 95,15.

## Naam
De naam van het mineraal nefelien is afgeleid van het Oudgriekse woord νεφέλη  (nephelē), dat "wolk" betekent. Dit omdat het mineraal wolkjes vormt wanneer het in sterk zuur wordt gedompeld.

## Voorkomen
Nefelien is een algemeen mineraal in silica-arme stollingsgesteenten, als syeniet en in metamorfe gesteenten als mica-schisten en gneisen. De typelocatie is de Magnet Cove in het Ouachita-gebergte, Hot Spring County, Arkansas, Verenigde Staten.